# کیستنلی-ایوانوفکا
کیستنلی-ایوانوفکا (انگلیسی: Kistenli-Ivanovka) یک شهرک در شهرستان بیژبولیاکسکی باشقیرستان کشور روسیه است.